# Мёрк, Трульс
Трульс Мёрк (норв. Truls Mørk; род. 25 апреля 1961, Берген) — норвежский виолончелист и педагог.

## Биография
Сын виолончелиста и пианистки, с семилетнего возраста начал заниматься на скрипке, затем перешёл на инструмент своего отца. Далее учился у Франса Хельмерсона, Генриха Шиффа и Натальи Шаховской и считается отчасти продолжателем русской виолончельной школы. И первый международный успех пришёл к Мёрку в Москве, когда в 1982 г. он получил шестую премию на Международном конкурсе имени Чайковского; за ней последовали ещё несколько конкурсных наград. В 1989 году состоялось первое значительное гастрольное турне Мёрка. Пять раз (1991—1993, 1995, 1999) Мёрк был удостоен норвежской музыкальной премии Spellemann в номинации «классическая музыка», в 2002 году запись трёх виолончельных сюит Бенджамина Бриттена была награждена премией «Грэмми». Среди других важнейших записей Мёрка — сюиты Иоганна Себастьяна Баха (2006) и концерты Дмитрия Шостаковича (1995). Мёрк известен и как первый исполнитель произведений новейшей музыки — в частности, он участвовал в премьере Концерта для трёх виолончелей с оркестром Кшиштофа Пендерецкого.
В 1991 году Мёрк выступил одним из учредителей Фестиваля камерной музыки в Ставангере и руководил им на протяжении многих лет. Преподает в Норвежской академии музыки в Осло.